# Hydropsyche contubernalis
Hydropsyche contubernalis är en nattsländeart som beskrevs av Mclachlan 1865. Hydropsyche contubernalis ingår i släktet Hydropsyche och familjen ryssjenattsländor. Arten är reproducerande i Sverige.

## Underarter
Arten delas in i följande underarter:
- H. c. iranica
- H. c. masovica